# Codiocarpus merrittii
Codiocarpus merrittii är en järneksväxtart som först beskrevs av Merrill, och fick sitt nu gällande namn av Howard. Codiocarpus merrittii ingår i släktet Codiocarpus, och familjen Stemonuraceae. Inga underarter finns listade i Catalogue of Life.